# Il 420
Il 420 è stata una rivista di genere umoristico e satirico italiana fondata da Giuseppe Nerbini e pubblicata dalla sua casa editrice dal 1914 al 1943. Il nome derivava da un noto cannone tedesco a lunga gittata. Venne edita con periodicità settimanale sotto la direzione di Mario Nerbini e pubblicò opere di satira e romanzi illustrati a puntate; dal 1928 lo stesso editore pubblicò anche una testata analoga, 421. Sulla copertina appariva sempre un'illustrazione a tutta pagina di Antonio Burattini. 

Come supplemento redazionale venne pubblicato nel 1928 un albo contenente una storia a fumetti, Le avventure aviatorie di un Balillino, scritta dallo stesso direttore e disegnata da Carlo Cossio che venne poi a lungo considerato il primo albo a fumetti pubblicato in Italia fino a quando non venne ritrovata una copia di un albo edito dalla Casa Editrice Imperia, Le burle di Furbicchio ai maghi, risalente al 1924. 

Nel 1938 il 420 fu la prima rivista a pubblicare le vignette del diciottenne Federico Fellini.